# العلاقات الأندورية الكوستاريكية
العلاقات الأندورية الكوستاريكية هي العلاقات الثنائية التي تجمع بين أندورا وكوستاريكا.

## مقارنة بين البلدين
هذه مقارنة عامة ومرجعية للدولتين:
| وجه المقارنة                                              | أندورا                                                     | كوستاريكا                                 |
| --------------------------------------------------------- | ---------------------------------------------------------- | ----------------------------------------- |
| المساحة (كم2)                                             | 468                                                        | 51.10 ألف                                 |
| عدد السكان (نسمة)                                         | 76.18 ألف                                                  | 4.91 مليون                                |
| الكثافة السكانية (ن./كم²)                                 | 16.28 ألف                                                  | 96.09                                     |
| العاصمة                                                   | أندورا لا فيلا                                             | سان خوسيه                                 |
| اللغة الرسمية                                             | اللغة الكتالونية                                           | اللغة الإسبانية                           |
| العملة                                                    | يورو                                                       | كولون كوستاريكي                           |
| الناتج المحلي الإجمالي (بليون دولار)                      | 3.01 مليار                                                 | 57.06 مليار                               |
| الناتج المحلي الإجمالي (تعادل القوة الشرائية) بليون دولار |                                                            | 74.98 مليار                               |
| الناتج المحلي الإجمالي الاسمي للفرد دولار أمريكي          |                                                            | 11.26 ألف                                 |
| الناتج المحلي الإجمالي للفرد دولار أمريكي                 |                                                            | 14.92 ألف                                 |
| مؤشر التنمية البشرية                                      | 0.858                                                      | 0.766                                     |
| رمز المكالمات الدولي                                      | +376                                                       | +506                                      |
| رمز الإنترنت                                              | .ad                                                        | .cr، قائمة نطاقات المستوى الأعلى للإنترنت |
| المنطقة الزمنية                                           | ت ع م+01:00، توقيت وسط أوروبا، ت ع م+02:00، أوروبا/أندورا ‏ | 00                                        |

## منظمات دولية مشتركة
يشترك البلدان في عضوية مجموعة من المنظمات الدولية، منها:
| علم المنظمة | اسم المنظمة                   | تاريخ انضمام أندورا | تاريخ انضمام كوستاريكا |
| ----------- | ----------------------------- | ------------------- | ---------------------- |
|             | منظمة الشرطة الجنائية الدولية | ?                   | ?                      |
|             | الأمم المتحدة                 | 28 يوليو 1993       | 2 نوفمبر 1945          |
|             | يونسكو                        | 20 أكتوبر 1993      | 19 مايو 1950           |
|             | منظمة حظر الأسلحة الكيميائية  | ?                   | ?                      |
|             | الاتحاد الدولي للاتصالات      | 12 نوفمبر 1993      | 13 سبتمبر 1932         |

## وصلات خارجية
- موقع وزارة الخارجية الأندورية
- موقع وزارة الخارجية الكوستاريكية